# Полывянский сельский совет (Миргородский район)
Полывянский сельский совет (укр. Полив'янська сільська рада) — входит в состав
Миргородского района
Полтавской области
Украины.
Административный центр сельского совета находится в 
с. Полывяное.

## Населённые пункты совета
- с. Полывяное
- с. Иващенки
- с. Куповщина
- с. Радченки